# Суханов, Павел Степанович
Павел Степанович Суханов (16 июля 1869, Тобольская губерния — после 1918) — эсер, делегат Всероссийского учредительного собрания, член КОМУЧа.

## Биография
Павел Суханов родился в июле 1869 года в мещанской семье купца Степана Суханова. Павел окончил Омскую военную гимназию и в 1884 году был принят в Петровскую академию, из которой был исключен четыре года спустя.
В Петербурге Суханов вошел в эсеровский кружок, за что был осужден в 1899 году и, по решению суда, сослан сначала в Якутию, а затем в Тобольскую губернию. Всего он провел 6 лет на каторге и 10 лет в сибирских ссылках. В 1910 году Павел Суханов возглавлял кружок эсеров в Петровской академии.
В 1917 году Суханов был избран делегатом Учредительного собрания по Тобольскому округу (по списку № 6 — эсеры и съезд крестьянских депутатов). Он стал участником заседания Собрания 5 января 1918 года, завершившегося разгоном делегатов большевиками.
В 1918 году Павел Суханов входил в состав КОМУЧа. Дальнейшая его судьба неизвестна.